# Spheterista ochreocuprea
Spheterista ochreocuprea là một loài bướm đêm thuộc họ Tortricidae. Nó là loài đặc hữu của Kauai.